# إنريكي فيسنتي هرنانديز
إنريكي فيسنتي هرنانديز (بالإسبانية: Enrique Vicente Hernández)‏ (8 فبراير 1945 في إسبانيا - ) هو لاعب كرة قدم إسباني في مركز الدفاع. لعب مع أتلتيكو مدريد وريال بلد الوليد ونادي إيركوليس.